# Kussajaure
Kussajaure är en sjö i Gällivare kommun i Lappland och ingår i Kalixälvens huvudavrinningsområde. Sjön har en area på 0,137 kvadratkilometer och ligger 625,9 meter över havet. Kussajaure ligger i Sjaunja Natura 2000-område.

## Delavrinningsområde
Kussajaure ingår i det delavrinningsområde (749277-167139) som SMHI kallar för Mynnar i Råvvojåkka. Medelhöjden är 605 meter över havet och ytan är 17,14 kvadratkilometer. Det finns inga avrinningsområden uppströms utan avrinningsområdet är högsta punkten. Vattendraget som avvattnar avrinningsområdet har biflödesordning 4, vilket innebär att vattnet flödar genom totalt 4 vattendrag innan det når havet efter 344 kilometer. Avrinningsområdet består mestadels av skog (22 procent), sankmarker (23 procent) och kalfjäll (49 procent). Avrinningsområdet har 0,14 kvadratkilometer vattenytor vilket ger det en sjöprocent på 0,8 procent.